# Кучинов, Юрий Павлович
Ю́рий Па́влович Кучи́нов (18 мая 1955 года, Шарья, Костромская область, РСФСР, СССР) — заслуженный тренер Украины по тяжёлой атлетике. Главный тренер женской сборной Украины.

## Биография
Тяжёлой атлетикой начал заниматься в 15-летнем возрасте в родном городе Шарья. Становился чемпионом Костромской области. В 1972 году после окончания средней школы вслед за родителями переехал в Новую Долину Овидиопольского района, где продолжил занятия штангой, тренировался в СКА под руководством Георгия Амвросиевича Колесника. До службы в армии успел выиграть чемпионат области и принять участие в юношеском первенстве СССР в Кировабаде (9-е место).
Службу в Вооружённых силах проходил в Кушке — самой южной точке СССР. Во время службы был переведён в Душанбе — в сильнейшую на тот момент в Союзе школу инструкторов служебного собаководства, после окончания которой прошёл отбор в школу при Комитете госбезопасности в Москве. Но, несмотря на престиж, отказался от дальнейшего обучения, и после службы в армии вернулся домой.
В 1977 году выполнил норматив мастера спорта СССР, однако из-за полученной ранее травмы продолжить выступления на более серьёзном уровне не смог. Тренерскую карьеру начал в 1981 году, в качестве тренера-преподавателя возглавив организованную в Новой Долине секцию тяжёлой атлетики при спортобществе «Колос». В 1986 году окончил факультет физвоспитания Одесского педагогического института.
За свою насыщенную тренерскую деятельность подготовил 3 заслуженных мастеров спорта, 8 мастеров спора международного класса и около 30 мастеров спорта.
Первым большим тренерским успехом Кучинова стала победа Игоря Омельянова на первенстве ВЦСПС, который стал его первым воспитанником, толкнувшим 212 кг.
Самых больших высот под руководством Кучинова добился Игорь Разорёнов, дважды становившийся чемпионом мира и призёром Олимпийских игр.

## Наиболее известные подопечные
- Игорь Разорёнов — заслуженный мастер спорта Украины, серебряный призёр Олимпийских игр (2004), чемпион мира (1995, 1998), чемпион Европы (2003), неоднократный призёр чемпионатов мира и Европы (всего за карьеру - 27 медалей)
- Руслан Савченко — заслуженный мастер спорта Украины, чемпион и рекордсмен мира, чемпион Европы.
- Алексей Колокольцев — мастер спорта международного класса, бронзовый призёр чемпионата Европы (2002), рекордсмен Украины в толчке (252,5 кг - 2002)
- Юлия Довгаль — мастер спорта международного класса, чемпионка Европы (2005), трёхкратный призёр чемпионатов Европы
- Ара Варданян — мастер сппорта международного класса, чемпионка Европы (2004), бронзовый призёр чемпионата Европы (2005)
- Юлия Паратова — мастер спорта международного класса, чемпионка Европы (2013, 2015) и рекордсменка Украины, участница Олимпийских игр
- Анастасия Лысенко — мастер спорта международного класса, серебряный призёр чемпионата Европы (2015), чемпионка Европы среди юниоров, неоднократная чемпионка и рекордсменка Украины